# 米科拉伊夫卡 (博霍杜希夫區)
49°49′39″N 35°27′8″E / 49.82750°N 35.45222°E
米科拉伊夫卡（烏克蘭語：Миколаївка）是位於烏克蘭東部的村莊，由哈爾科夫州博霍杜希夫區的科洛馬克市鎮負責管轄。該村始建於1675年，面積0.22平方公里，海拔高度150米，2001年人口28，人口密度每平方公里127.9人。